# Keskimmäinen Vuostumajärvi
Keskimmäinen Vuostumajärvi är en sjö i kommunen Enare i landskapet Lappland i Finland. Sjön ligger 127,2 meter över havet. Arean är 64 hektar och strandlinjen är 6,15 kilometer lång. Sjön  ingår i Pasvik älvs huvudavrinningsområde.   Den ligger omkring 250 kilometer norr om Rovaniemi och omkring 950 kilometer norr om Helsingfors. 